# Vitex kuylenii
Espèce
Synonymes
- Vitex kuylenii Standl.[2]

Statut de conservation UICN

 EN C2a : En danger
Vitex kuylenii est une espèce de plantes à fleurs de la famille des Lamiaceae.

## Publication originale
- Tropical Woods 8: 6. 1926.